# 하망동
하망동(下望洞)은 대한민국 경상북도 영주시의 동이다.

## 개요
하망동은 조선 선조 때 임진왜란이 일어나자 우계 이씨 일족이 강원도 명주군 옥계에서 난을 피해 남쪽으로 내려오다가 보름(15일)만에 지금의 보름골에 이르러 터전을 이루어 살게 되었다고 하여 보름망(望)과 마을동(洞)자를 써서 ‘망동’이라 불렀는데, 오랜 세월이 지나오면서 마을 이름이 한글로 바뀌어 보름골(상망, 上望)이라 부르게 되었다 한다. 그 후, 1914년 행정구역이 개편되면서 상망(웃보름골) 마을 아래쪽에 있는 아랫 보름골은 하망동이라 하였다.

## 법정동
- 상망동
- 하망동

## 교육
- 영주중앙초등학교
- 동산여자중학교
- 영주여자고등학교
- 한국철도고등학교